# Hilara macquarti
Hilara macquarti är en tvåvingeart som beskrevs av Straka 1984. Hilara macquarti ingår i släktet Hilara och familjen dansflugor. Inga underarter finns listade i Catalogue of Life.